# DB손해보험 프로미 오픈
DB손해보험 프로미 오픈(DB Insurance Promy Open)은 대한민국 강원특별자치도 춘천시에서 열리는 프로 골프 대회로, 2010년에 창설되었다. DB손해보험이 대회의 후원을 맡고 있다.